# Бандерівська столиця
«Бандерівська столиця» — український документальний фільм про боротьбу загонів УПА за незалежну Україну.

## Інформація про фільм
Документальний фільм «Бандерівська столиця» розкриває перед глядачами нові сторінки української історії, які присвячені боротьбі українських повстанців з радянськими карательними загонами НКВС.
Березівська сотня Мирослава Симчича (Кривоноса), що входила до складу Карпатського куреню, стала головним героєм фільму. Гостросюжетний документальний фільм, побудований на достовірних фактах і свідченнях очевидців та учасників, переносить нас в період відчайдушної боротьби загонів УПА за незалежну Україну.